# Musée de Boulaq
Le musée de Boulaq est le premier véritable musée public d'égyptologie situé au Caire en Égypte, dans le district de Boulaq. Sa création est la conséquence du décret du 15 août 1835 :
« 
Il arrive que des étrangers détruisent les édifices anciens, en retirent des pierres et autres objets travaillés et les exportent dans les pays étrangers. Il est connu également que les Européens ont des édifices consacrés à l'entretien des objets d'antiquité ; les pierres couvertes de peinture et d'inscriptions et autres objets semblables y sont conservés avec soin et montrés aux habitants du pays ainsi qu'aux voyageurs qui désirent les voir et les connaître ; de pareils établissements donnent aux pays qui les possèdent une grande célébrité. Ayant pris en considération ces faits, le gouvernement a jugé à propos de défendre l'exportation des objets d'antiquités qui se trouvent dans les édifices anciens de l'Égypte, et qui ont une si grande valeur, et de désigner dans la capitale même un endroit destiné à servir de dépôt aux objets trouvés ou à trouver par suite des fouilles. Il a jugé à propos de les exposer aux voyageurs qui visitent le pays, de défendre la destruction des édifices anciens qui se trouvent en Haute-Égypte et de veiller à leur entretien avec tout le soin possible. »

## Création
Le musée est fondé par Auguste Mariette en même temps que le Service de conservation des antiquités de l'Égypte, en 1858. Le musée est un des organes du Service.
En 1861, le Service reçoit une parcelle au bord du Nil, à Boulaq, pour installer une « galerie provisoire ». Auguste Mariette aménage à cet usage d'anciens entrepôts de la compagnie de transit responsable du ferry d'Alexandrie au Caire, mais ils ne sont jamais ouverts au public.
En 1863, Auguste Mariette fait construire sur cette parcelle un bâtiment propre à abriter les collections d'antiquités du Service ; le « musée d'antiquités égyptiennes de S. A. le vice-roi » ouvre cette année-là.

## Histoire
Les quelques salles du musées sont très vite trop petites pour accueillir toutes les antiquités mises au jour par les fouilles d'Auguste Mariette. En 1869, à l'occasion de l'inauguration du canal de Suez, le vice-roi Ismaïl Pacha finance la construction de deux nouvelles salles.
En 1878, la crue désastreuse oblige les membres du Service à mettre en caisse toutes les collections et à les entreposer dans un entrepôt voisin. Le musée est totalement inondé, et il doit être démoli. Auguste Mariette le fait reconstruire, au même emplacement et sur les mêmes plans, mais en rehaussant l'édifice. Il en profite pour modifier l'affectation des salles.
Mariette meurt en janvier 1881 ; c'est Gaston Maspero qui est nommé directeur du Service et directeur du musée de Boulaq à sa suite. Quelques mois plus tard, en juillet 1881, Emil Brugsch et Ahmad Kamal Effendi découvrent la cachette royale de Deir el-Bahari, qui contenait une cinquantaine de momies royales. Elles sont rapportées en grande pompe au Caire, où le musée est agrandi pour pouvoir les exposer : en 1882, la surface des salles d'exposition a doublé.
Durant les années suivantes, les salles se retrouvent rapidement surchargées à nouveau. Gaston Maspero est remplacé par Eugène Grébaut en 1886. En 1889, les collections et la tombe d'Auguste Mariette sont transférées au palais de Gizeh, où elles restent jusqu'en 1902, date à laquelle elles sont à nouveau déplacées pour être installées à l'actuel Musée égyptien du Caire, place Tahrir.

## Quelques pièces emblématiques du musée

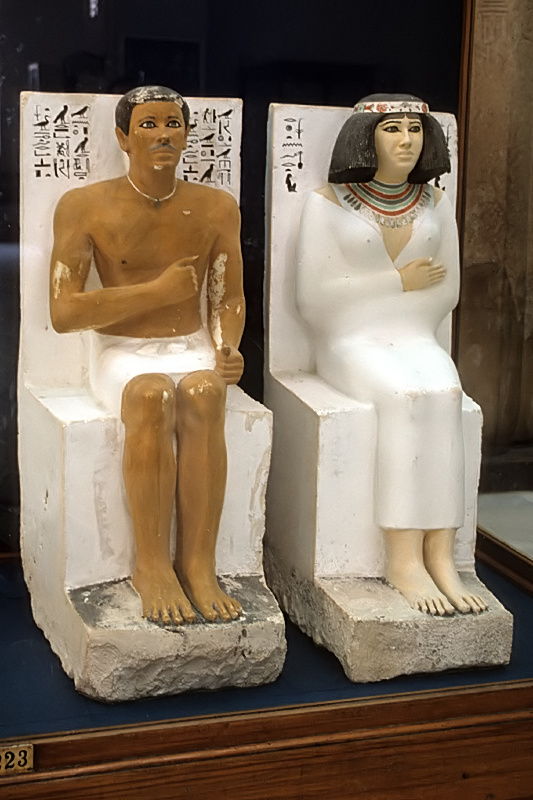
Statues de Râhotep et Néfret Ancien Empire, IVe dynastie Meïdoum, mastaba M15 (fouilles de Mariette, 1871), Musée du Caire, CG 3 & 4
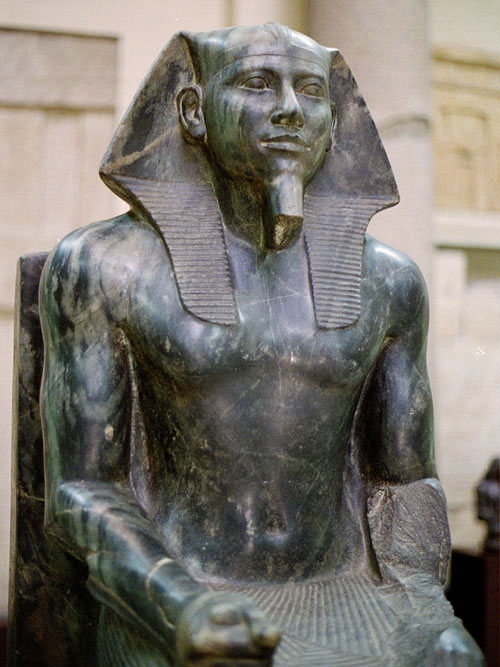
Statue de Khéphren Ancien Empire, Gizeh, Temple funéraire de Khéphren (fouilles de Mariette), Musée du Caire, CG 14
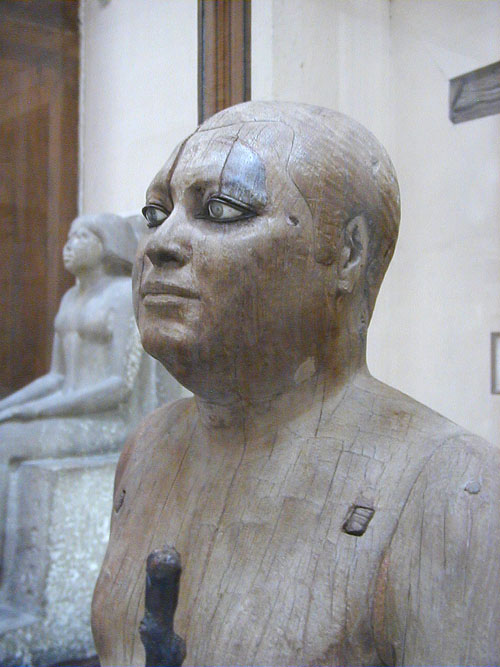
Statue de Ka-âper, dit le « Cheikh el-Beled » Ancien Empire, Saqqarah, mastaba C8 (fouilles de Mariette), Musée du Caire, CG 34

- Statue de Khéphren
 Ancien Empire, IVe dynastie 
 Gizeh, Temple funéraire de Khéphren 
 (fouilles de Mariette), 
 Musée du Caire, CG 14
- Statue de Ka-âper, dit le « Cheikh el-Beled » 
 Ancien Empire, Ve dynastie 
 Saqqarah, mastaba C8 
 (fouilles de Mariette), 
 Musée du Caire, CG 34